# EuromedClinic
Die EuromedClinic war eine deutsche Privatklinik mit Sitz in Fürth (Mittelfranken) für Privatversicherte, Beihilfeempfänger und Selbstzahler mit den Fachgebieten Augenheilkunde und Psychosomatische Medizin. Die Eröffnung der Klinik fand im September 1994 statt. Bereits 1995 und 2001 wurden auf dem Klinikgelände weitere Gebäude als Erweiterung der Klinik errichtet, so dass die Klinik in ihrer Endausbaustufe 16 medizinische Fachbereiche aufweisen konnte.
Die Schwesterklinik Euromed Allgemeines Krankenhaus auf dem gleichen Gelände stand allen Patienten, auch gesetzlich Versicherten, mit den Fächern Orthopädie/Unfallchirurgie, Chirurgie und Urologie zur Verfügung. Dieses Konzept wurde auch als Schön Klinik beibehalten. Auf dem Klinikgelände standen zudem private Facharztpraxen mit über 40 verschiedenen Disziplinen.
Im Jahr 1998 wurde das Betreibermodell von der EuromedClinic & Co. KG zur EUROMED AG geändert. Im gleichen Jahr ging das Unternehmen an die Deutsche Börse.
Zum 1. Januar 2013 wurde die EuromedClinic von der Schön Klinikgruppe aufgekauft und gehörte seitdem der Klinikgruppe unter dem Standortnamen Schön Klinik Nürnberg Fürth. Zum 2. Oktober 2020 wurde der Klinikbetrieb durch die Schön Klinik als Standort aufgegeben und eingestellt.

## Auszeichnungen
Der Klinik-Award des Jahres 2009 für die beste Webseite wurde der EuromedClinic auf dem Kongress Klinikmarketing in Berlin verliehen.
Das Konzept der Klinik und die modellhafte Umsetzung "integrierte Patientenversorgung" wurde 1998 mit dem Bayerischen Innovationspreis ausgezeichnet.
Die Gründer der EuromedClinic wurden im Jahr 1997 im Sektor Dienstleistung Entrepreneure des Jahres (Auszeichnung Ernst & Young).

## Architektur

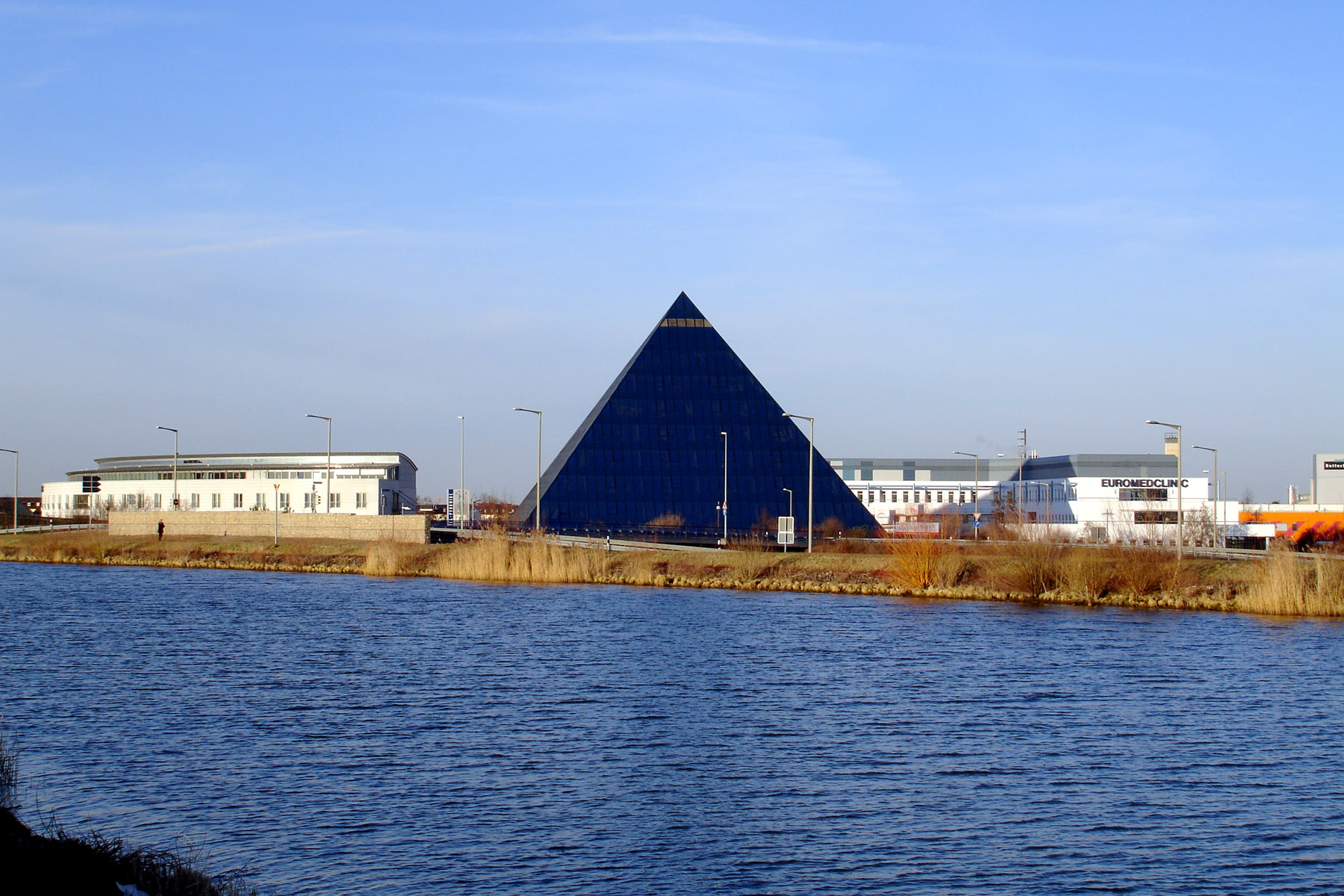
EuromedClinic am Europakanal

Die Gebäude der Europa-Allee 1 kann vor der Schnellstraße (Südwesttangente) südlich von Fürth aus bereits gesehen werden. Vor allem die Glaspyramide ist von weit her gut zu sehen und gehört zu den markanten Bauwerken Fürths. In der Pyramide ist lediglich ein selbständiges 4-Sterne Business- und Kongresshotel beheimatet, das von der ehemaligen EuromedClinic/Schön Klinik unabhängig betrieben wurde und keine medizinischen Räume vorhält. Dieses wurde im Januar 2018 nach Renovierung wiedereröffnet.